# Ивайло Калфин
Ивайло Георгиев Калфин е български политик, заместник министър-председател и министър на труда и социалната политика във второто правителство на Бойко Борисов от 7 ноември 2014 година, евродепут в периода 2009 – 2014 година. Избран за евродепутат от БСП на изборите през 2009 година. Заместник министър-председател и министър на външните работи в правителството на Сергей Станишев (2005 – 2009). През 2014 година на изборите за Европейски парламент (ЕП) е водач на кандидат-депутатската листа на АБВ, но партията не получава достатъчно гласове и не успява да вкара свой представител в ЕП. Избран е за народен представител в XLIII народно събрание.

## Биография

### Образование
- 1978 – 1983 – 9-а Френска езикова гимназия „Алфонс дьо Ламартин“, София
- 1983 – 1988 – Международни икономически отношения, Висш икономически институт „Карл Маркс“, София
- 1998 – 1999 – Магистър по международно банкиране (International Banking), университет в Лофбъро (Loughborough University), Великобритания[1]

Калфин владее английски, френски, руски и испански език.

#### Курсове за професионална подготовка
- 1992 – Международен маркетинг, Стопански университет, Виена, Австрия
- 1998 – Програма за обмен „Маршал“, Marshall Memorial Fund, the German Marshall Fund of the US, САЩ
- 2000 – Етика в политиката и бизнеса (Ethics in politics and business), програма на Държавния департамент на САЩ, САЩ
- 2001 – Програма за запознаване с институциите на ЕС (EU visitors programme), Брюксел (Белгия), Страсбург (Франция)
- 2002 – Програма за обмен на преподаватели, Университет в Портсмът (Portsmouth University), Великобритания
- 2003 – Икономическо и политическо развитие на Република Корея, Р. Корея
- 2004 – Преговори в ЕС (EU negotiations – advanced training course), Колеж на Европа, Брюж, Белгия

### Официални функции
- 1990 – 1994 и 1997 – 2000 г. – Управител и старши съдружник в консултантски фирми
- 1994 – 1997, 1997 – 2001 – Народен представител в XXXVII, XXXVIII. Член на комисиите по външна политика и по бюджет и финанси.
- Заместник-председател на Съвместния парламентарен комитет България-Европейски съюз – 1995 – 1997 г.
- 2000 г. – Учредител на Политическо движение „Социалдемократи“
- От 2000 г. – Старши преподавател в Интернешънъл Юниверсити — София
- 2001 и 2003 г. – Наблюдател на изборите в Косово в рамките на мисии на ОССЕ
- 2002 – 2005 г. – Секретар по икономическите въпроси на президента на Република България Георги Първанов.[1]
- От 2004 г. – Член на Консултативния съвет на Българската народна банка
- 2005 – 2009 – Депутат в XL народно събрание. Заместник министър-председател и министър на външните работи
- 2009 – 2014 – Евродепутат

През 1997 година Ивайло Калфин напуска БСП след като партията връща неизпълнен мандат за съставяне на правителство. През април същата година става секретар на новоучредената партия Българска евролевица с председател Александър Томов. През 2000 г. съучредява политическо движение „Социалдемократи“.
През април 2006 година, в ролята си на министър на външните работи, подписва с Държавния секретар на САЩ Кондолиза Райс Споразумението за сътрудничество в областта на отбраната.
На 24 юли 2006 година на откриването на работното съвещание с ръководителите на българските дипломатически и консулски представителства Ивайло Калфин се изказва против преиначаването на части от българската история от наши съседи с думите:
| „ | Заявили сме подкрепа за членството на Македония. Но веднага трябва да кажа, че не е нормално тази подкрепа да бъде безусловна. Има критерии, които трябва да се изпълнят. Ние бихме настоявали изключително много за спазване на принципите на добросъседство и липсата на агресия към българската нация или история от страна на македонските власти. | “ |

Става въпрос за членството на Р. Македония в НАТО и Европейския съюз.
На 28 юли 2006 г. Калфин призовава властите в Скопие да сменят директора на Македонския културно-информационен център в София Стефан Влахов Мицов с думите „Македонските власти трябва ясно да докажат, че е недопустимо служител на дипломатическо представителство зад граница да участва в политическия живот на страната“. Изказването е предизвикано от участието на Стефан Мицов в ръководството на ОМО Илинден-Пирин.
От октомври 2006 г., след негово разпореждане, информацията на сайта на Министерството на външните работи (МВнР) се публикува под условията на лиценза „Криейтив комънс“ (версия „признание“). През 2009 г. това е отменено тихомълком, след заемането на поста министър на външните работи от Румяна Желева и появата на новия дизайн на сайта на МВнР.
През януари 2010 г. по повод кандидатурата на Румяна Желева за еврокомисар Ивайло Калфин декларира, че „фирмите регистрирани от тайните български комунистически служби в чужбина са една от най-добре пазените тайни на българския преход, и че те могат да се считат отговорни за присвояването на по-голямата част от богатствата на страната.“
На 16 юли 2011 г. Калфин е избран за кандидат-президент на БСП. На президентските избори през октомври 2011 г. двойката Ивайло Калфин – Стефан Данаилов на втория кръг печели 47,42 % от гласовете и отстъпва на предложените от ГЕРБ Росен Плевнелиев – Маргарита Попова.
На 14 януари 2014 г. Калфин декларира, че ще се кандидатира за изборите за Европейски парламент през май 2014 г. като водач на различна лява листа, излъчена от бившия президент Георги Първанов и неговото движение АБВ (Алтернатива за българско възраждане). АБВ не е печели нито един мандат.
На президентските избори през 2016 г. се кандидатира за президент заедно с Любомир Халачев. Двойката е издигната от инициативен комитет, представляван от Георги Първанов.

#### Членство в обществени организации
- Член-учредител на Българската макроикономическа асоциация
- Член на Консултативния съвет към системата за ранно сигнализиране „България отвъд фактите“, осъществявана от UNDP и USAID
- Член на Асоциацията на българите, завършили във Великобритания
- Член на Управителния съвет на Института за икономика и международни отношения
- Член на участвалите в програми за обмен (fellow) на German Marshall Fund of the USA
- Член на Асоциацията на стипендиантите на програмата Чивнинг (Chevening programme), Великобритания
- Член на Интернет общество - България

### Семейство
Ивайло Калфин е женен за Цветанка Иванова Калфин, имат една дъщеря – Биляна Ивайлова Калфин.

## Публикации
- Съавтор, „България 2010: икономическите предизвикателства“ – доклад за президента на Република България, 2005
- Съавтор, „Фактори на икономическия растеж в България“, 2000
- Автор на многобройни статии в България и в чуждестранния специализиран печат на теми, свързани с Европейския съюз и с макроикономически проблеми
- Докладчик на много специализирани семинари в България и в чужбина